# إيزي ميلر
إيزي ميلر (بالإنجليزية: Izzy Miller)‏ هو كاتب أغاني أمريكي، ولد في 22 يونيو 1993 في هنتسفيل في الولايات المتحدة.